# 神栖都市圏
神栖都市圏（かみすとしけん）は、茨城県神栖市を中心とする都市圏である。

## 定義

### 「10% 都市圏」（通勤圏）
- 神栖市・鹿嶋市を中心市（中心数2）とする都市雇用圏（10 % 通勤圏）の人口は27万6786人（2010年国勢調査基準）。
- 神栖市の中心 DID（人口集中地区）人口は2万1481人（2010年）。

都市雇用圏（10% 通勤圏）の変遷
| 県       | 自治体 ('80)          | 1980年                | 1990年                   | 1995年                   | 2000年                 | 2005年                   | 2010年                 | 自治体 ('06) | 県     |
| -------- | --------------------- | --------------------- | ------------------------ | ------------------------ | ---------------------- | ------------------------ | ---------------------- | ------------ | ------ |
| 茨城県   | 旭村                  | -                     | -                        | -                        | -                      | -                        | -                      | 鉾田市       | 茨城県 |
| 茨城県   | 鉾田町                | -                     | -                        | -                        | -                      | -                        | -                      | 鉾田市       | 茨城県 |
| 茨城県   | 大洋村                | -                     | 鹿島 都市圏 10万0133人   | 鹿嶋 都市圏 10万3561人   | 鹿嶋 都市圏 10万5274人 | 神栖 都市圏 31万5855人   | -                      | 鉾田市       | 茨城県 |
| 茨城県   | 大野村                | -                     | 鹿島 都市圏 10万0133人   | 鹿嶋 都市圏 10万3561人   | 鹿嶋 都市圏 10万5274人 | 神栖 都市圏 31万5855人   | 神栖 都市圏 27万6786人 | 鹿嶋市       | 茨城県 |
| 茨城県   | 鹿島町                | -                     | 鹿島 都市圏 10万0133人   | 鹿嶋 都市圏 10万3561人   | 鹿嶋 都市圏 10万5274人 | 神栖 都市圏 31万5855人   | 神栖 都市圏 27万6786人 | 鹿嶋市       | 茨城県 |
| 茨城県   | 潮来町                | -                     | 鹿島 都市圏 10万0133人   | 鹿嶋 都市圏 10万3561人   | 鹿嶋 都市圏 10万5274人 | 神栖 都市圏 31万5855人   | 神栖 都市圏 27万6786人 | 潮来市       | 茨城県 |
| 茨城県   | 牛堀町                | -                     | 鹿島 都市圏 10万0133人   | 鹿嶋 都市圏 10万3561人   | 鹿嶋 都市圏 10万5274人 | 神栖 都市圏 31万5855人   | 神栖 都市圏 27万6786人 | 潮来市       | 茨城県 |
| 茨城県   | 神栖町                | -                     | -                        | -                        | -                      | 神栖 都市圏 31万5855人   | 神栖 都市圏 27万6786人 | 神栖市       | 茨城県 |
| 茨城県   | 波崎町                | -                     | -                        | -                        | 波崎 都市圏 3万9051人  | 神栖 都市圏 31万5855人   | 神栖 都市圏 27万6786人 | 神栖市       | 茨城県 |
| 千葉県   |                       |                       |                          |                          |                        | 神栖 都市圏 31万5855人   | 神栖 都市圏 27万6786人 |              |        |
| 東庄町   | -                     | -                     | -                        | -                        | 東庄町                 | 神栖 都市圏 31万5855人   | 神栖 都市圏 27万6786人 |              |        |
| 小見川町 | -                     | -                     | -                        | -                        | 成田 都市圏 33万7076人 | 神栖 都市圏 31万5855人   | 香取市                 |              |        |
| 佐原市   | 佐原 都市圏 4万9200人 | 佐原 都市圏 4万9540人 | 佐原 都市圏 4万9944人    | 佐原 都市圏 4万8324人    | 成田 都市圏 33万7076人 | 東京 都市圏 3334万0947人 | 香取市                 |              |        |
| 栗源町   | -                     | -                     | 東京 都市圏 3093万8445人 | 東京 都市圏 3172万9844人 | 成田 都市圏 33万7076人 | 東京 都市圏 3334万0947人 | 香取市                 |              |        |
| 山田町   | -                     | -                     | -                        | -                        | 成田 都市圏 33万7076人 | -                        | 香取市                 |              |        |

- 1995年（平成7年）9月1日 - 鹿島郡鹿島町が鹿島郡大野村を編入し鹿嶋市となる。
- 2001年（平成13年）4月1日 - 行方郡潮来町が行方郡牛堀町を編入し潮来市となる。
- 2005年（平成17年）
  - 8月1日 - 鹿島郡神栖町が鹿島郡波崎町を編入し神栖市となる。
  - 10月11日 - 鹿島郡旭村・鉾田町・大洋村が合併し鉾田市となる。
- 2006年（平成18年）3月27日 - 佐原市・香取郡小見川町・山田町・栗源町が合併し香取市となる。